# استن و الی
استن و اُلی (انگلیسی: Stan & Ollie) فیلمی ست مربوط به سالهای آخر زندگی حرفه ای استن لورل و اولیور هاردی که در سال ۲۰۱۸ منتشر شد. از بازیگران آن می‌توان به استیو کوگان و جان سی ریلی اشاره کرد.